# Chemical Communications
Chemical Communications (abrégé en Chem. Commun.) est une revue scientifique à comité de lecture. Cet hebdomadaire publie des articles de recherches originales sous forme de communications dans tous les domaines de la chimie.
D'après le Journal Citation Reports, le facteur d'impact de ce journal était de 6,29 en 2017. La directrice de publication est Véronique Gouverneur (Université d'Oxford, Royaume-Uni).

## Histoire
Au cours de son histoire, le journal a changé plusieurs fois de nom :
- Chemical Communications (London), 1965-1968  (ISSN 0009-241X)
- Journal of the Chemical Society D: Chemical Communications, 1969-1971  (ISSN 0577-6171)
- Journal of the Chemical Society, Chemical Communications, 1972-1995  (ISSN 0022-4936)
- Chemical Communications, 1996-en cours  (ISSN 1359-7345)